# Madonna col Bambino e sei angeli (Duccio)
La Madonna col Bambino e sei angeli è un dipinto gotico realizzato dal pittore italiano Duccio di Buoninsegna circa tra il 1300 - 1305 e conservato nella Galleria nazionale dell'Umbria a Perugia.
Raffigura la Madonna col Bambino con sei angeli.